# Néziha Escheikh
Néziha Escheikh, née le 3 août 1945 à Tunis, est une femme politique tunisienne. Elle est secrétaire d'État auprès du ministre de la Santé de 2001 à 2011.

## Vie privée
Elle est mariée et mère de trois enfants.